# Renzo Accordi
Renzo Accordi, né le 23 août 1930 à Correzzo di Gazzo Véronèse en Vénétie et mort le 25 janvier 2005 à Vergobbio en Lombardie, est un coureur cycliste italien, professionnel de 1952 à 1963.

## Palmarès
- 1951
  - Coppa Agostoni
  - 2e du Grand Prix Général Patton
- 1955
  - 1re étape du Tour de Sicile
  - 3e du Tour de Sicile
- 1958
  - 8e de Paris-Nice

## Résultats sur les grands tours

### Tour de France
1 participation
- 1961 : 43e

### Tour d'Italie
6 participations
- 1957 : abandon
- 1958 : 67e
- 1960 : 63e
- 1961 : 56e
- 1962 : 43e
- 1963 : 84e

### Tour d'Espagne
2 participations
- 1957 : 29e
- 1958 : 34e